# 促进剂
促进剂是能提高自然或人工化学过程速率的化学物质。它们在化學中发挥着重要作用，因为大多数化学反应都可以用促进剂来加速。了解促进剂对于法庭科学、工程学和其他需要控制化学反应的领域至关重要。促进剂通过改变化学键、加速化学过程或改变反应条件来发挥作用。与催化剂不同，促进剂可能会在反应过程中被消耗掉。
促进剂用于火灾调查称为“助燃剂”，以显示縱火行为；用于建筑业，以加快建筑材料的固化；用于硫磺硫化过程，以生产輪胎等橡胶制品。在火灾调查中，通常通过对火灾残骸进行实验室分析来检测助燃剂。促进剂有多种类型，包括液体、固体和气体，每种助燃剂都有特定的性质和用途。

## 应用

### 硫化
橡胶硫化主要分为两种类型：硫磺硫化和过氧化物硫化。这两种化学过程都是使用促进剂的例子。
硫磺硫化是一种较为传统的方法，它利用硫磺在橡胶聚合物链之间产生交联，从而提高弹性和耐用性。硫磺硫化是橡胶工业的关键化学工艺，可将生橡胶转化为耐用的弹性材料。该工艺适用于多种橡胶产品。
另一方面，过氧化物硫化使用有机过氧化物形成交联，使橡胶比硫磺硫化橡胶更能耐受更高的温度和化学暴露。每种方法都能为橡胶提供不同的特性，以满足特定应用和性能要求。

### 水泥和混凝土
水泥促进剂是一种外加剂，可用于混凝土、砂漿、抹灰层和砂浆层。添加促进剂可加快凝结时间，从而提前开始固化。这样就可以在冬季浇筑混凝土，降低霜冻损害风险。如果混凝土在冻结前强度达不到每平方英寸500磅（3.4 MPa），就会受到损坏。典型的水泥促进剂是硝酸钙（Ca(NO
3)
2）、甲酸钙（Ca(HCOO)
2）和硝酸鈉（NaNO
3）。

### 防火
促进剂在防火领域称为“助燃剂”，用法与化学中的用法不同，它是指任何引发和促进火灾发展的物质，包括在縱火案件中，无论是否为化学物质。化学家将助燃剂与汽油等燃料区分开来。
火是一种自持的放热氧化反应，放出热和光。当使用含氧液体和气体（如二氧化氮）等助燃剂时，火灾会产生更多的热量，更快地消耗燃料，更快蔓延。使用汽油等液体助燃剂的火灾燃烧速度更快，但温度与使用普通燃料的火灾相同。

## 相关
- 化学动力学
- 速率方程
- 缓凝剂（化学）